# Червен-Брег
Черве́н-Брег (болг. Червен брег) — село в Кюстендильській області Болгарії. Входить до складу общини Дупниця.

## Населення
За даними перепису населення 2011 року у селі проживали 1242 особи, з них 1194 особи (99,4%) — болгари.
Розподіл населення за віком у 2011 році:
Динаміка населення: